# Tegueste
Tegueste é um município da Espanha na província de Santa Cruz de Tenerife, comunidade autónoma das Canárias. Tem 26,4 km² de área e em 2021 tinha 11 326 habitantes (densidade: 429 hab./km²).
Atualmente, acredita-se que o nome do lugar Tegueste está relacionado com Tagaste, uma cidade no norte da África, onde nasceu Santo Agostinho de Hipona e um centro de cultura berbere.

## Demografia
| Variação demográfica do município entre 1991 e 2004 | Variação demográfica do município entre 1991 e 2004 | Variação demográfica do município entre 1991 e 2004 | Variação demográfica do município entre 1991 e 2004 |
| --------------------------------------------------- | --------------------------------------------------- | --------------------------------------------------- | --------------------------------------------------- |
| 1991                                                | 1996                                                | 2001                                                | 2004                                                |
| 8027                                                | 8558                                                | 9417                                                | 10165                                               |